# Home Nations Championship 1885
El Home Nations Championship 1885 fou la tercera edició del torneig que avui dia es coneix com el Torneig de les sis nacions. Quatre partits es van jugar entre el 3 de gener i el 21 de febrer de 1885. Hi participaren les seleccions d'Anglaterra, Irlanda, Escòcia i Gal·les. Tot i que cada equip només jugà dos partits, Anglaterra va guanyar el campionat per tercera vegada consecutiva, a pesar que el torneig es sol considerar desert, ja que diversos partits es van haver de suspendre pels nombrosos conflictes que van succeir entre les seleccions. Anglaterra i Escòcia es van negar a enfrontar-se entre si a causa d'un desacord arbitral del torneig anterior, i País de Gal·les i Irlanda tampoc van aconseguir jugar a causa de les disputes sindicals. El torneig també va viure una situació estranya, quan el partit entre Escòcia i Irlanda a Ormeau (Irlanda) es va suspendre a causa del mal temps i la repetició es va jugar a Escòcia.

## Classificació[4]
| Posició | Nació      | Partits | Partits  | Partits  | Partits | Punts |
| Posició | Nació      | Jugats  | Guanyats | Empatats | Perduts | Punts |
| ------- | ---------- | ------- | -------- | -------- | ------- | ----- |
| 1       | Anglaterra | 2       | 2        | 0        | 0       | 4     |
| 2       | Escòcia    | 2       | 1        | 1        | 0       | 3     |
| 3       | Gal·les    | 2       | 0        | 1        | 1       | 1     |
| 4       | Irlanda    | 2       | 0        | 0        | 2       | 0     |

## Resultats
| Gal·les | (1T) 1–1 (4T) | Anglaterra | 3 gener 1885 {{{time}}} - |
|         |               |            | 3 gener 1885 {{{time}}} - |

| Escòcia | 0–0 | Gal·les | 10 gener 1885 {{{time}}} - |
|         |     |         | 10 gener 1885 {{{time}}} - |

| Anglaterra | (2T) 0–0 (1T) | Irlanda | 7 febrer 1885 {{{time}}} - |
|            |               |         | 7 febrer 1885 {{{time}}} - |

| Irlanda | 0–1 | Escòcia | 7 març 1885 {{{time}}} - |
|         |     |         | 7 març 1885 {{{time}}} - |

### No jugats
- Escòcia v. Anglaterra
- Gal·les v. Irlanda

### Sistema de puntuació
Els partits es decidien per goals o gols, un goal era concedit quan l'equip feia un assaig i la posterior anotació, tant per un drop com per un goal from mark. Si el partit acabava en empat, aleshores el guanyador era l'equip amb més assaigs sense conversió. Si no hi havia encara cap guanyador clar es declarava empat.

### Gal·les vs. Anglaterra
| Gal·les                       | 1G, 1T – 1G, 4T | Anglaterra                                                 | 3 gener 1885 {{{time}}} - St. Helen's, Swansea Assistència: 5,000 espectadors Àrbitre: CP Lewis (Gal·les) |
| Assaig: Jordan (2) Con: Gould |                 | Assaig: Hawcridge Kindersley Ryalls Teggin Wade Con: Payne | 3 gener 1885 {{{time}}} - St. Helen's, Swansea Assistència: 5,000 espectadors Àrbitre: CP Lewis (Gal·les) |

Gal·les: Arthur Gould (Newport), Frank Hancock (Cardiff), Martyn Jordan (Newport), Charles Taylor (Ruabon), Charlie Newman (Newport) capt., William Gwynn (Swansea), Ernest Rowland (Lampeter), John Sidney Smith (Cardiff), Evan Richards (Swansea), Tom Clapp (Newport), Bob Gould (Newport), Horace Lyne (Newport), Thomas Baker Jones (Newport), Samuel Goldsworthy (Swansea), Lewis Thomas (Cardiff)
Anglaterra: HB Tristram (Oxford University), CG Wade (Oxford University), Andrew Stoddart (Blackheath), JJ Hawcridge (Bradford), A Rotherham (Oxford University), JH Payne (Broughton), F. Moss (Broughton), G Harrison (Hull), AT Kemble (Liverpool), RS Kindersley (Oxford University), HJ Ryalls (New Brighton), ED Court (Blackheath), RSF Henderson (Blackheath), A Teggin (Broughton), ET Gurdon (Richmond) capt.

### Escòcia vs. Gal·les
| Escòcia | 0 – 0 | Gal·les | 10 gener 1885 {{{time}}} - West of Scotland ground, Glasgow Assistència: 2,000 espectadors Àrbitre: George Rowland Hill (Anglaterra) |
|         |       |         | 10 gener 1885 {{{time}}} - West of Scotland ground, Glasgow Assistència: 2,000 espectadors Àrbitre: George Rowland Hill (Anglaterra) |

Escòcia Pat Harrower (London Scottish), Bill Maclagan (London Scottish) capt., AE Stephen (West of Escòcia), G Maitland (Edimburg Inst FP), Andrew Ramsay Don-Wauchope (Fettesian-Lorettonians), AGG Asher (Fettesian-Lorettonians), T Ainslie (Edimburg Inst FP), GH Robb (Glasgow Acads), J Jamieson (West of Escòcia), R Maitland (Edimburg Inst FP), WA Peterkin (Edimburg University), C Reid (Edimburg Acads), CW Berry (Fettesian-Lorettonians), J Tod (Watsonians), JG Mitchell (West of Escòcia)
Gal·les: Arthur Gould (Newport), Frank Hancock (Cardiff), Martyn Jordan (Newport), Charles Taylor (Ruabon), Charlie Newman (Newport) capt., William Gwynn (Swansea), Willie Thomas (Llandovery College), Edward Perkins Alexander (Brecon), Frank Hill (Cardiff), Tom Clapp (Newport), Bob Gould (Newport), D Morgan (Swansea), Thomas Baker Jones (Newport), Samuel Goldsworthy (Swansea), Lewis Thomas (Cardiff)

### Anglaterra vs. Irlanda
| Anglaterra               | 2T – 1T | Irlanda        | 7 febrer 1885 {{{time}}} - Whalley Range, Manchester Assistència: 6,000 espectadors Àrbitre: HS Lyne (Gal·les) |
| Assaig: Bolton Hawcridge |         | Assaig: Greene | 7 febrer 1885 {{{time}}} - Whalley Range, Manchester Assistència: 6,000 espectadors Àrbitre: HS Lyne (Gal·les) |

Anglaterra: CH Sample (Cambridge University), WN Bolton (Blackheath), Andrew Stoddart (Blackheath), JJ Hawcridge (Bradford), A Rotherham (Oxford University), JH Payne (Broughton), F. Moss (Broughton), G Harrison (Hull), AT Kemble (Liverpool), Charles Gurdon (Richmond), HJ Ryalls (New Brighton), CH Horley (Swinton), CS Wooldridge (Blackheath), GT Thomson (Halifax), ET Gurdon (Richmond) capt.
Irlanda: GH Wheeler (Queen's College, Belfast), EH Greene (Dublin Uni.), JP Ross (Lansdowne), RG Warren (Lansdowne), RE McLean (NIFC), EC Crawford (Dublin Uni.), THM Hobbs (Dublin Uni.), Thomas Lyle (Dublin Uni.), FW Moore (Wanderers), T Shanahan (Lansdowne), RM Bradshaw (Wanderers), TC Allen (NIFC), HJ Neill (NIFC), RW Hughes (NIFC), WG Rutherford (Lansdowne) capt.

### Escòcia vs. Irlanda
| Escòcia                                        | 1G, 2T – nil | Irlanda | 7 març 1885 {{{time}}} - Raeburn Place, Edimburg Assistència: 8,000 espectadors Àrbitre: HC Kelly (Irlanda) |
| Assaig: Reid Peterkin Don-Wauchope Con: Veitch |              |         | 7 març 1885 {{{time}}} - Raeburn Place, Edimburg Assistència: 8,000 espectadors Àrbitre: HC Kelly (Irlanda) |

Escòcia JP d'Escòcia Veitch (HSFP Reial), Bill Maclagan (Londres escocès) capt., HL Evans (Edimburg Uni.), G Maitland (Edimburg Inst FP), Andrew Ramsay Don-Wauchope (Fettesian-Lorettonians), PH Don Wauchope (Fettesian-Lorettonians), T Ainslie (Edimburg Inst FP), Marró de JB (Glasgow Acads), J Jamieson (De l'oest d'Escòcia), TW Irvine (Edimburg Acads), WA Peterkin (Universitat d'Edimburg), C Reid (Edimburg Acads), John Guthrie Tait (Universitat d'@Cambridge), J Tod (Watsonians), JG Mitchell (De l'oest d'Escòcia)
Irlanda: JWR Morrow (Queen's College, Belfast), EH Greene (Dublin Uni.), JP Ross (Lansdowne), RG Warren (Lansdowne), DJ Ross (Belfast Acads), DV Hunter (Dublin Uni.), J Thompson (Queen's College, Belfast), Thomas Lyle (Dublin Uni.), FW Moore (Wanderers), T Shanahan (Lansdowne), RM Bradshaw (Wanderers), AJ Forrest (Wanderers) capt., HJ Neill (NIFC), J Johnston (Belfast Acads), W Hogg (Dublin Uni.)